# Lalibela sziklába vájt templomai
Lalibela, más néven Új-Jeruzsálem (korábban Roha) szent város és zarándokhely Etiópia területén, az egykori Wollo provinciában. A 2500 m magasan épült településnek az 1994-es népszámlálás idején 8484 lakója volt; csaknem valamennyien az etióp ortodox egyház tagjai.
Lalibela világszerte híres tizenegy monolitikus templomáról.

## Történetük

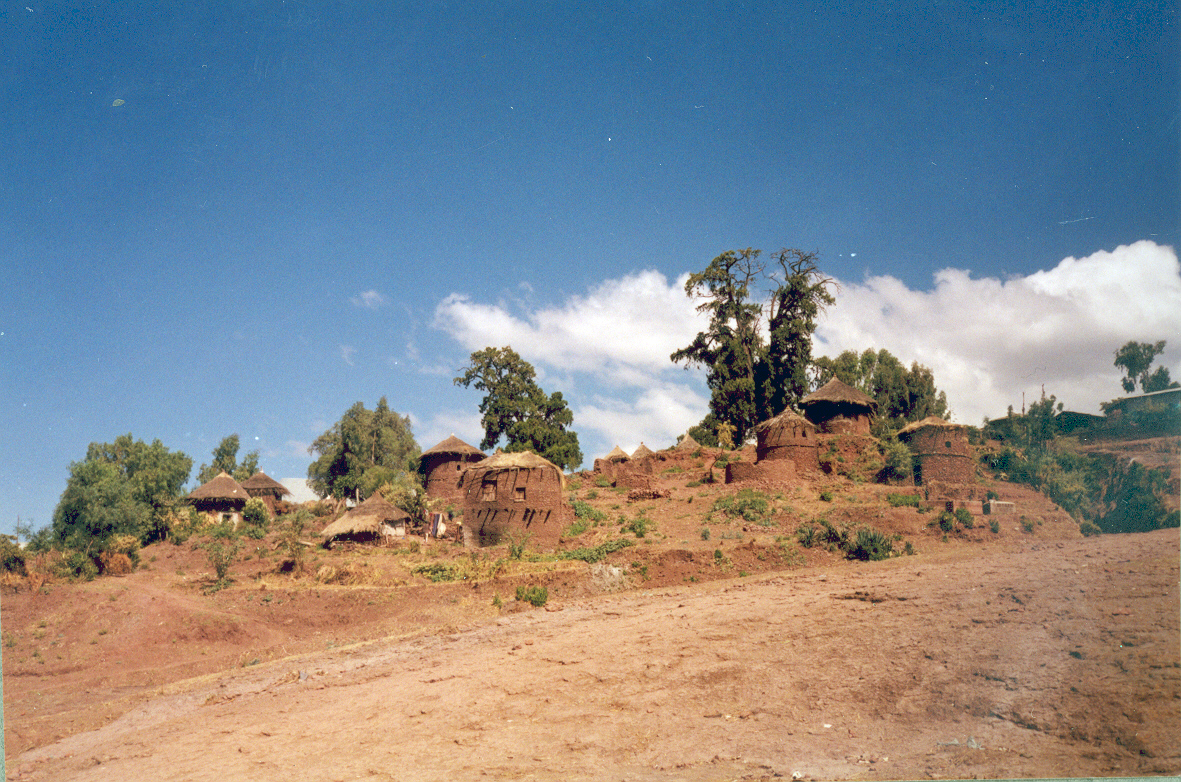
A lalibelai horizont

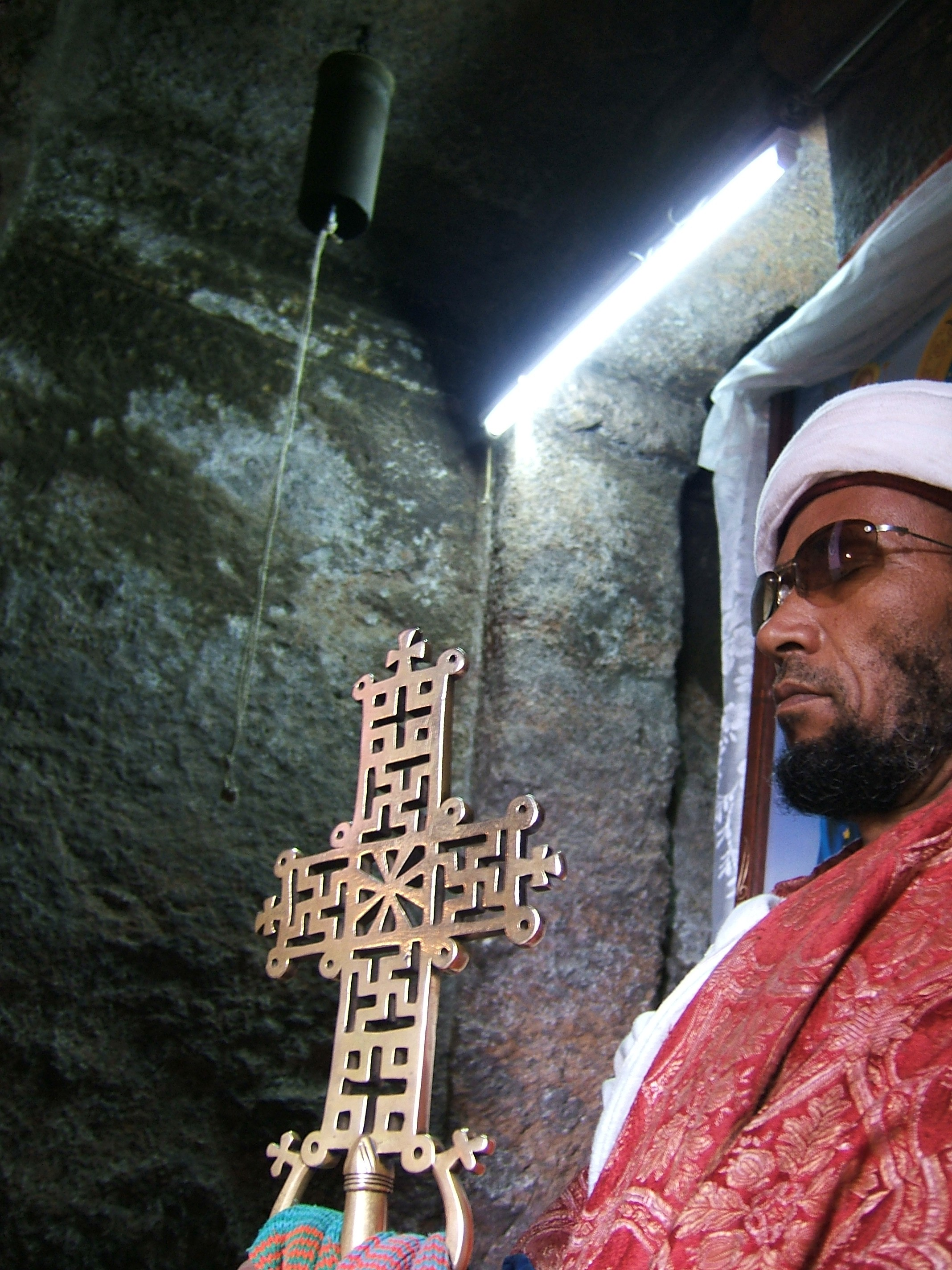
Etióp pap

Lalibela városa nevét Gebra Meszkel Lalibeláról (Szent Lalibeláról), a Zagve-dinasztia legfontosabb császáráról kapta. Ő az azóta megszűnt Lasta tartományban rendezte be székhelyét és építtette a templomegyüttest. A munkát utódai folytatták.
A legenda szerint az építkezésben angyalok segítettek, akik éjszaka dolgoztak az emberek helyett, így a templomokat sikerült 23 év alatt kifaragni. Valjában mintegy 100 év kellhetett az építéshez. Ebben az időben virágoztak Etiópiában a keresztény eszmék, a templomok így egyben az etióp keresztények és a Szentföld szoros összefonódásának jelképeiként értelmezhetők és ma a világörökség részei. Lalibela Etióp ortodox egyháza hosszú múltra és hagyományra tekint vissza, és sok keresztény számára a város fontos zarándokhely.
Lalibela körül a 12. században, az Akszúmi Királyság összeomlása után jött létre az Etióp Királyság.
1270-ben Amhaar Jekuno Amlak csatában megölte a Zagve-dinasztia utolsó uralkodóját. Trónkövetelését a bibliai Salamon királytól (bizonyítatlan) származására alapozta, és ezzel megalapított a Salamon-dinasztiát. A salamoni származás, Etiópia egyik legjelentősebb hagyománya a „Kebre Negest”-ben (A királyok hírneve) olvasható. A János papkirályról szóló mítoszok további érdekességet, adalékokat adnak a „Salamon leszármazottainak” uralkodásáról szóló történeteknek.

## Templomai
Ezek az épületek a világ legnagyobb ember alkotta monolitikus építményei, amelyek ma is eredeti céljukat szolgálják. A templomokat nem építették, hanem — túlnyomórészt, a többszintesek kivételével — vörös bazalttufából faragták ki. Először a leendő templom alaprajzának megfelelő négyzet alakot vájtak a tufába, majd apránként mélyítették az üreget, menet közben faragva (hagyva ki) a tervezett oszlopokat és íveket. Menet közben négyzetes, görög kereszt és ősi perzsa horogkereszt alakú ablakokat nyitottak a külvilágra. A csarnokok szokásos magassága kb. 10 m.
A monolitikus templomok mellett kisebb kriptatemplomokat is kivájtak a meredek hegyoldalakból.
A sziklatemplomok bejáratai különböző magasságokban nyílnak, így megesik, hogy az egyik templom bejárata egy másik tetején van.
A széles körben ismert mítoszokkal ellentétben a templomokat nem harcoló templomos lovagok segítségével építették, hanem egyedül az etióp lakosság munkájával.

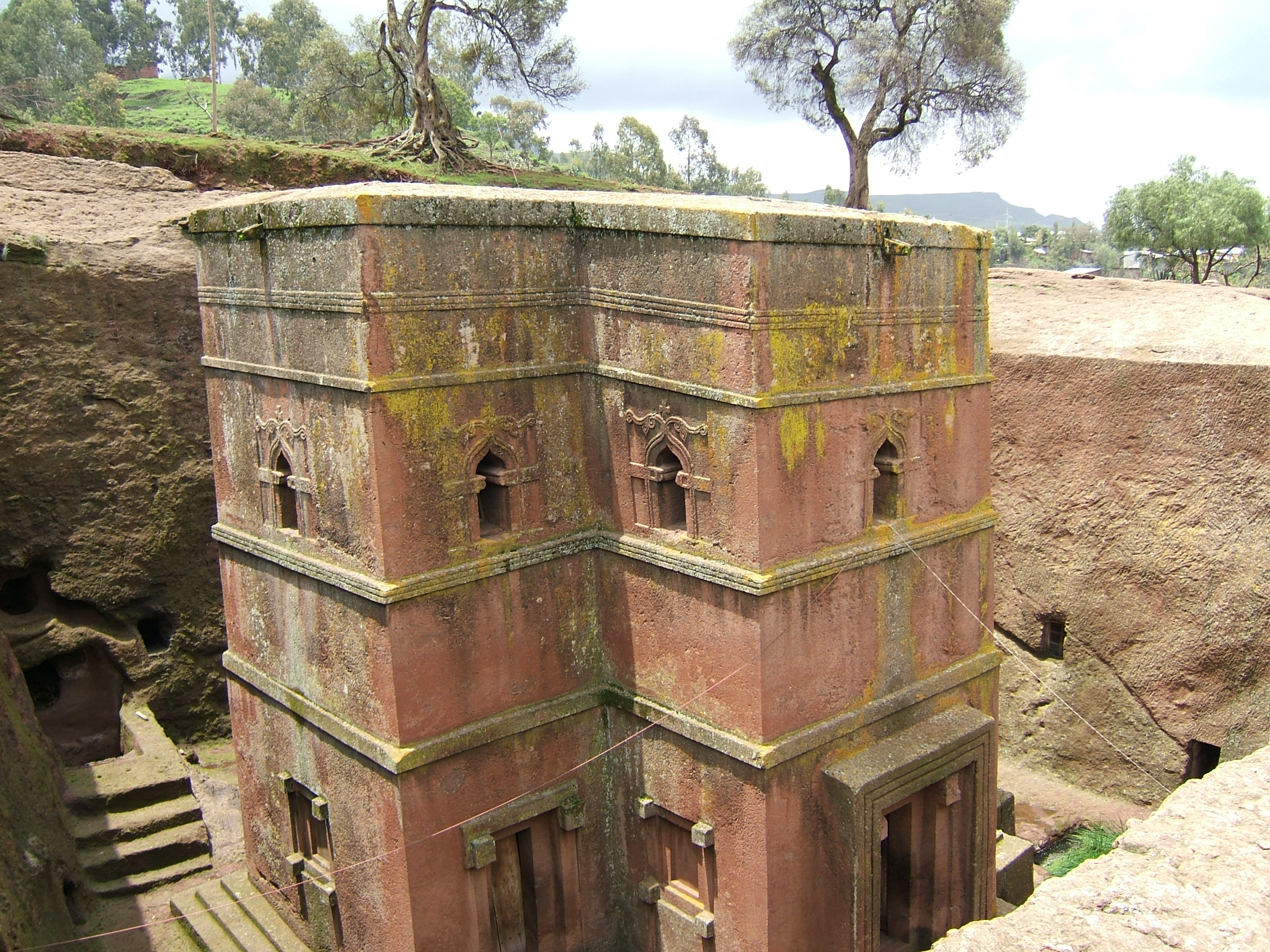
Szent György-templom (Beit Giorgisz).

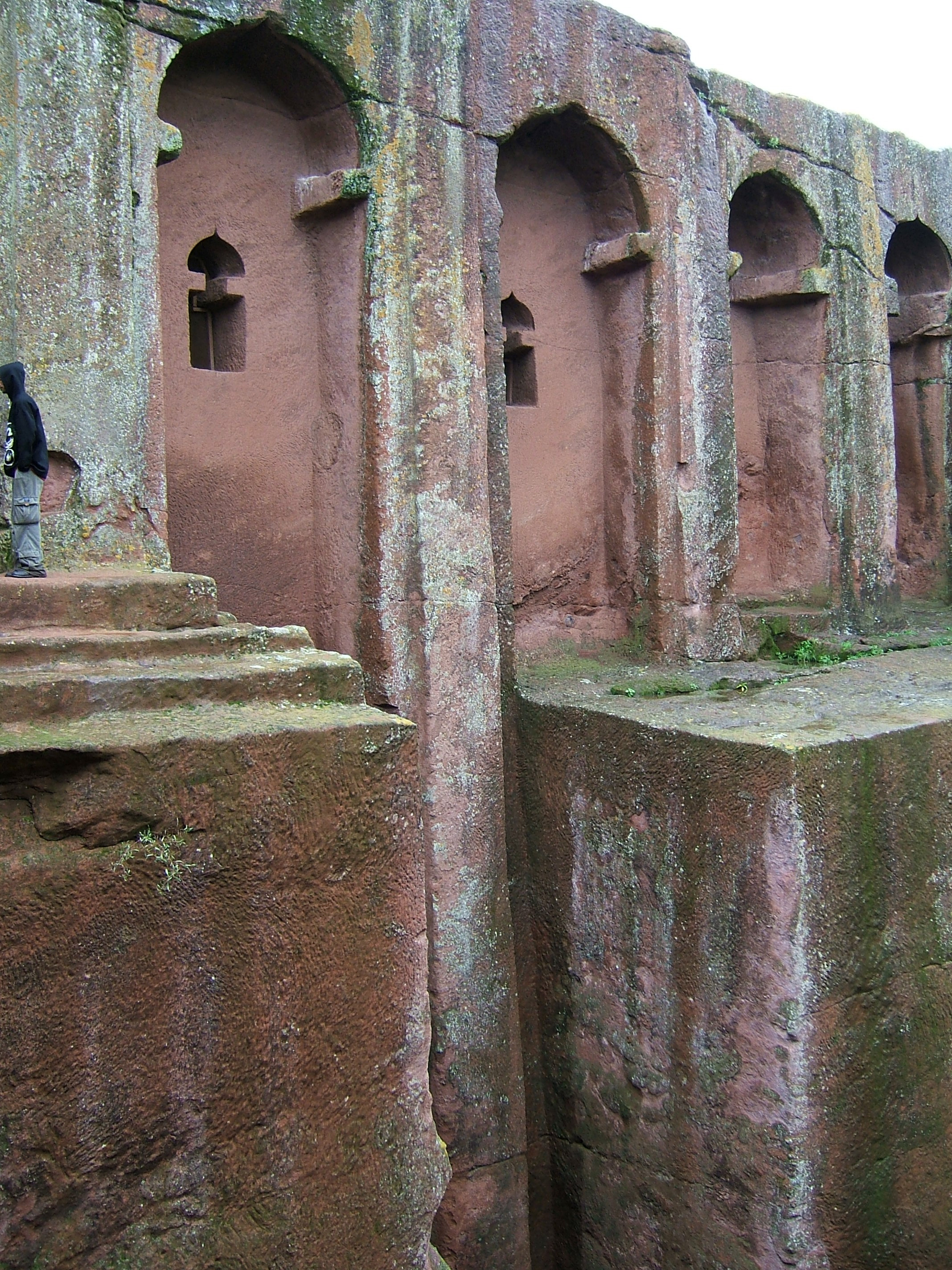
Bet Amanuel

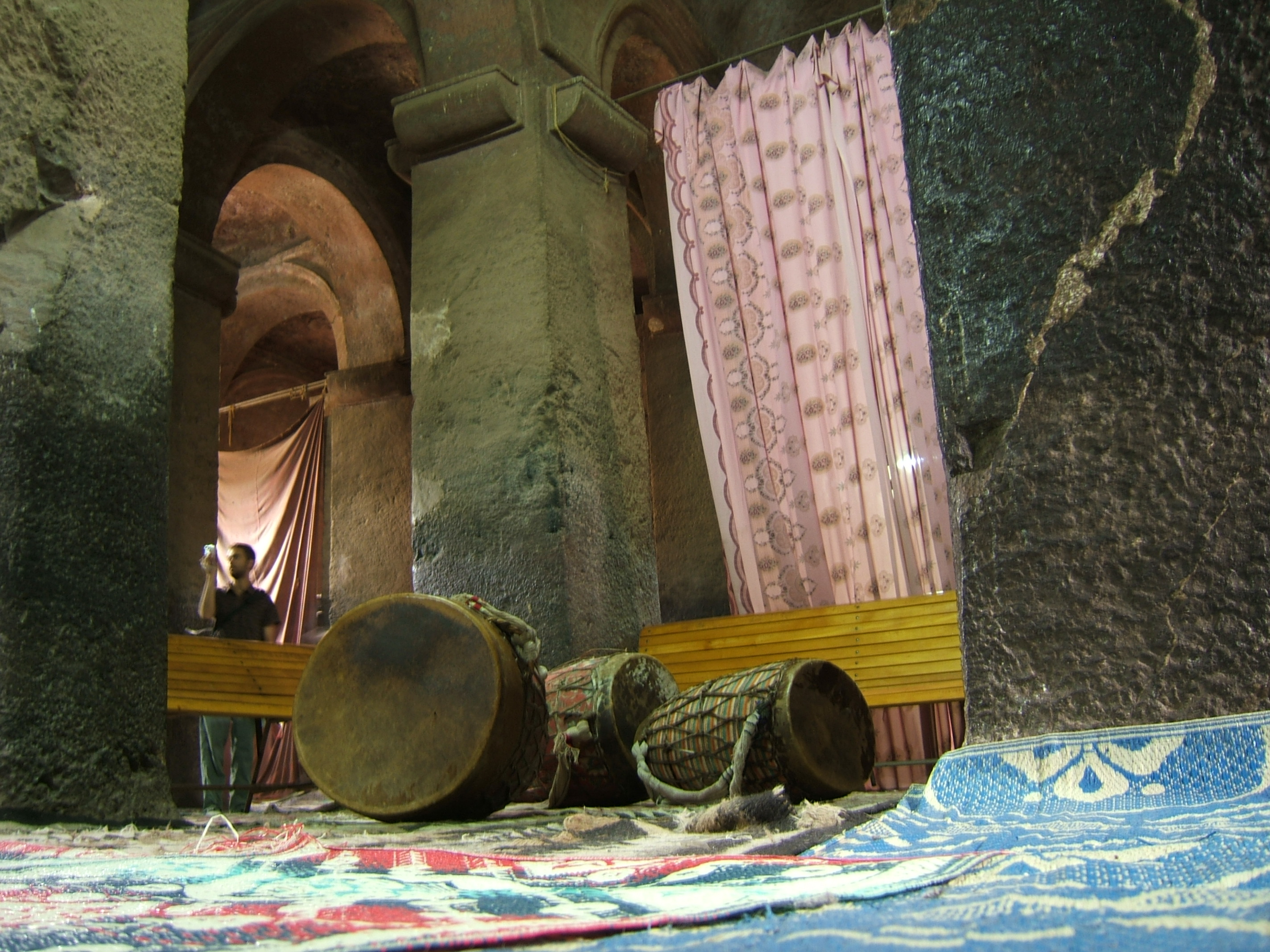
Az egyik templom belsejében

A tizenegy templomot három csoportba sorolják:
- Északi csoport:
  - Megváltó-templom (Beit Medhane Alem),
  - Beit Maryam feltételezhetően a legrégibb mind közül.
  - Golgota-templom (Beit Golgotha).
  - Szelasszié-kápolna
  - Ádám sírja.
- Nyugati csoport:
  - Szent György-templom (Beit Giorgisz),
- Keleti csoport:
  - Biet Amanuel,
  - Beit Merkoriosz,
  - Beit Abba Libanosz,
  - Beit Gabriel-Rufa'el.

- - Valamivel távolabb áll a 11. század körül aksumita stílusban, csak éppen pince nélkül épült Ashetan Maryam kolostor és a Yimrehane Kristos templom.

### Északi csoport
A legnagyobb sziklatemplom a Megváltó-templom (Beit Medhane Alem), amely 33 m hosszú, 23 m széles és 11 m magas, ezzel ez a világ legnagyobb monolitikus temploma. Előképe gyaníthatóan az aksumi Zioni Szent Mária templom lehetett. Itt helyezték el a Lalibela-keresztet.
A templomtól egy kisebb sziklarepedés vezet Mária házához. Ez a festett falú helyiség volt a király udvari kápolnája; nyugati falán külön fülkét képeztek ki a királynak. Az egyik, textillel borított oszlopon a hit egységét szimbolizálja a kizárólag kézzel tapintható „alfa és ómega” felirat.
A Golgota-templom (Bet Golgotha) nem annyira az itt látható műalkotásokról híres, mint inkább arról, hogy a legenda szerint itt van Lalibela király sírja. A sírt tizenkét, embernagyságnál nagyobb apostol reliefje őrzi. Az etióp ortodox keresztények számára a sír felkeresése egyenértékű egy jeruzsálemi zarándoklattal.
A Szent György-templomot állítólag Lalibela egyik látomása után építették, mivel a jelenés felrótta a királynak, hogy még nem építtetett templomot neki, a hadviselők védőszentjének.

### Nyugati „csoport”
Utoljára, egy ferde sziklateraszon épült a Beit Giorgisz, a „csoport” egyetlen temploma. Ennek a kimunkálása a legrészletesebb, és ez maradt fenn a legjobb állapotban. Előtte valószínűleg Jeruzsálemből hozatott olajfák állnak.

### Keleti csoport
- A csoport legjelentősebb temploma a Beit Amanuel, amely feltehetően az egykori főkápolna volt. Ajtó- és ablakkereteit faragott majomfejek díszítik;

- a Beit Gabriel-Rufaelről hatalmas mérete alapján feltételezik, hogy egykor az uralkodó palotája lehetett, és járat kötötte össze a szent sütödével;

- a Beit Merkoriosz egyes feltételezések szerint börtön volt;

- a Beit Abba Libanosz sziklasírra emlékezteti a látogatót. Másokban galériaszerű átjáróival, keskeny folyosóival és fahídjaival azt a benyomást kelti, hogy megtalálta Isten „erős várát”.

## Fordítás
- Ez a szócikk részben vagy egészben  a   Lalibela című német Wikipédia-szócikk ezen változatának fordításán alapul.  Az eredeti cikk szerkesztőit annak laptörténete sorolja fel. Ez a jelzés csupán a megfogalmazás eredetét és a szerzői jogokat jelzi, nem szolgál a cikkben szereplő információk forrásmegjelöléseként.